# معوية دجاجية
المعوية الدجاجية (الاسم العلمي: Enterococcus gallinarum) هي نوع من البكتيريا تتبع جنس المكورة المعوية من فصيلة المكورات المعوية. لها مقاومة كامنة وعلى مستوى منخفض للفانكومايسين.